# Cal Pou
Cal Pou o Can Pou és una casa de l'Astor al municipi de Pujalt (Anoia) inclosa a l'Inventari del Patrimoni Arquitectònic de Catalunya.

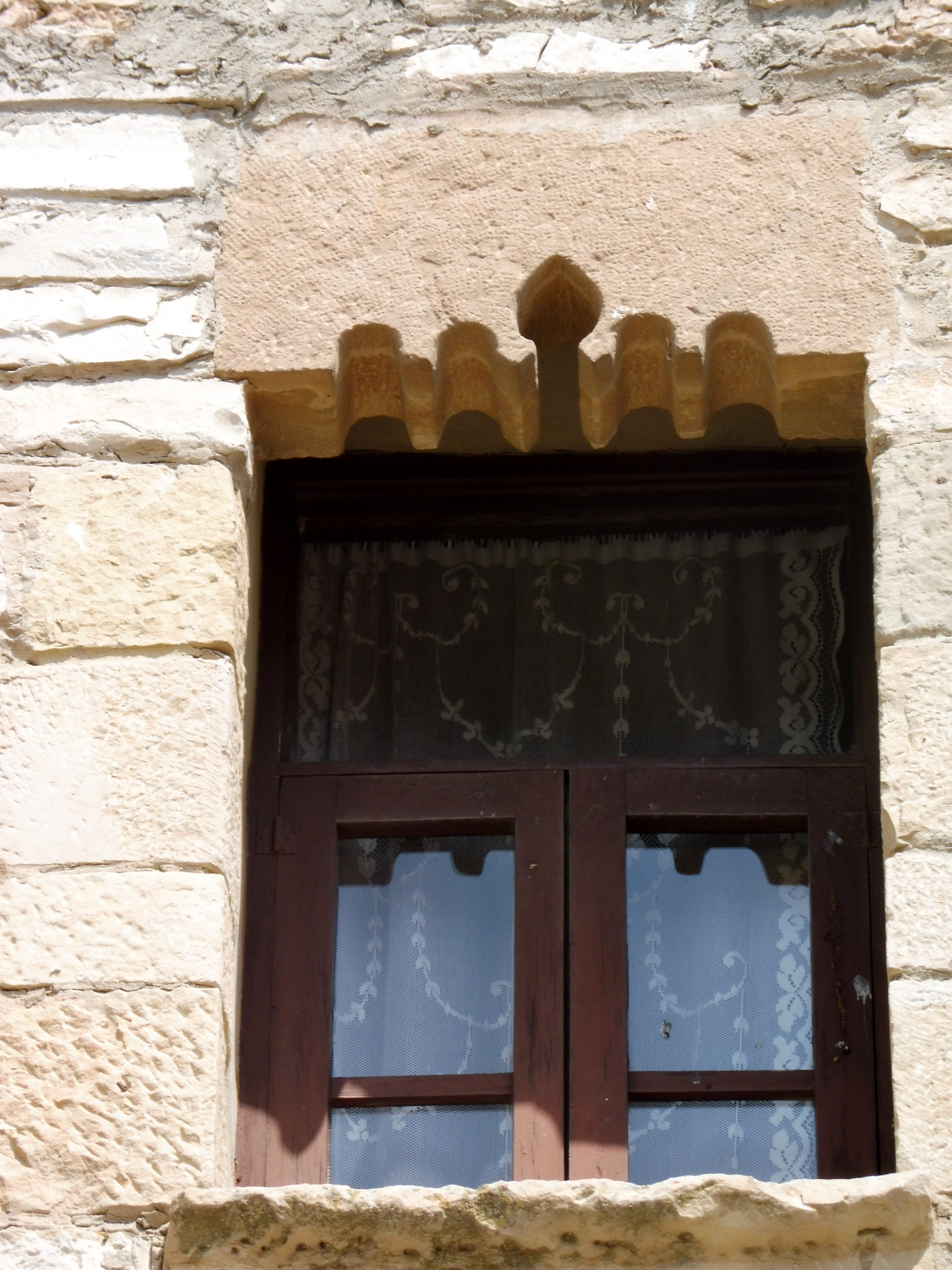
Finestra gòtica

Sembla la casa més antiga conservada al poble, almenys externament, i pertany a l'època gòtica. Fou reformada posteriorment possiblement en època barroca, tal com sembla denotar-ho el picaporta amb una llebre i un esquirol o astor.
El casal es troba travessat per un arc de passatge adossat o carreró embigat i consta de planta baixa i dos pisos. La planta és bàsicament rectangular, però a la part posterior és de destacar que de la planta rectangular sobresurt part de la casa, on hi ha una l'altra entrada, amb planta absidal; aquesta porta és adovellada amb portal de mig punt de pedra picada i té un contrafort adossat a un costat, a la dovella hi ha una flor tipus "rosacreu" inscrita dins d'un cercle. Hi ha una altra entrada que dona al carrer amb arcs de passatge, però abans que comencí la part coberta del carrer. A la façana principal conserva una finestra gòtica, de llinda lobulada.